# بسم‌الله خان محمدی
بسم الله خان محمدی (زاده ۱۹۶۱ ولایت پنجشیر)، یکی از سیاستمداران تاجیک‌تبار و وزیر دفاع پیشین افغانستان بود. او از سال ۲۰۰۲ تا ۲۰۱۰ فرمانده کل ستاد ارتش افغانستان و از سال ۲۰۱۰ تا ۲۰۱۲ وزیر امور داخله افغانستان بود. او از فرماندهان احمدشاه مسعود بوده است و از چهره‌های مطرح ضد طالبان می‌باشد.

## زندگی‌نامه

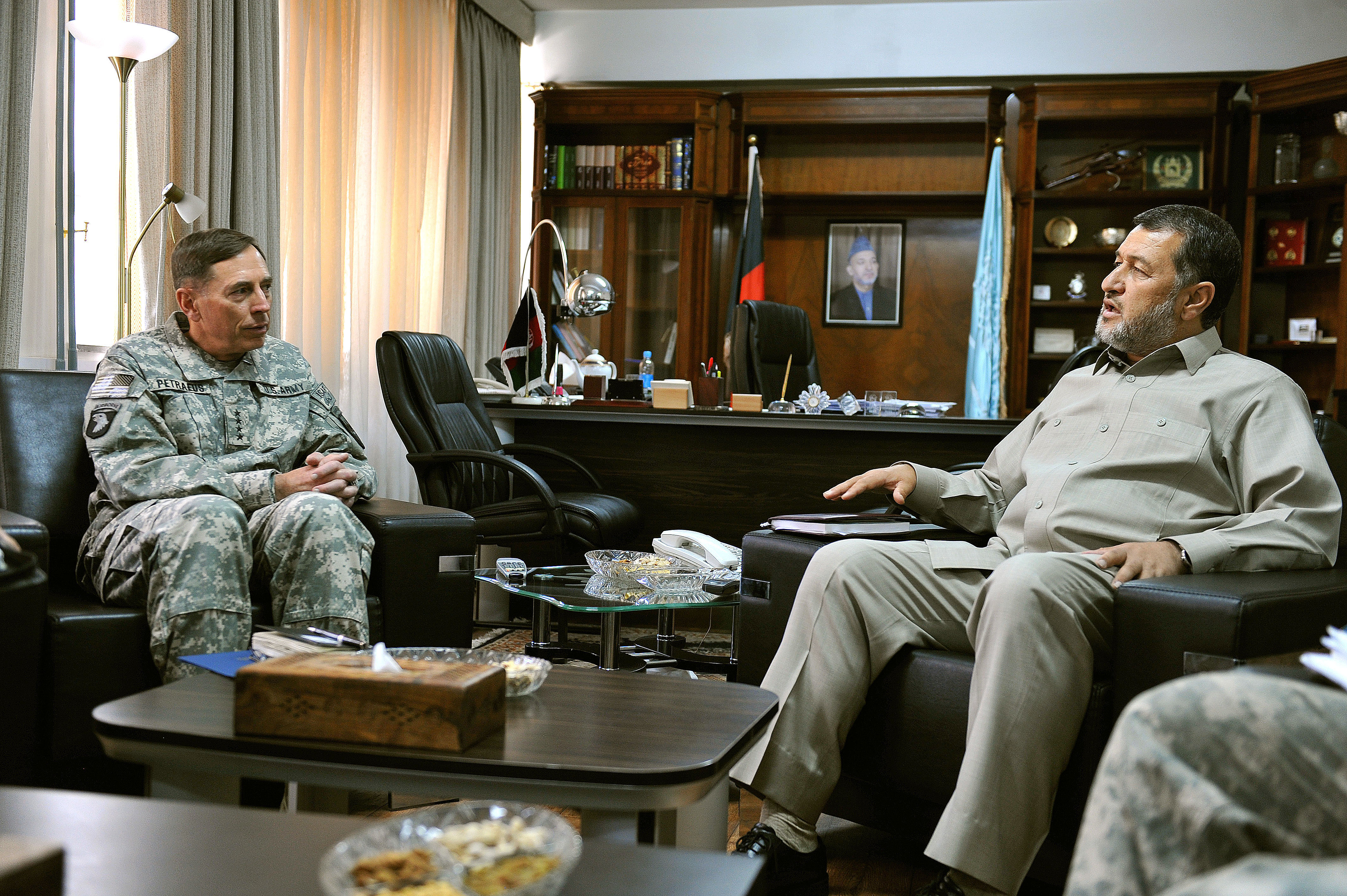
دیوید پترائوس همراه با بسم‌الله خان در ژوئیه ۲۰۱۰

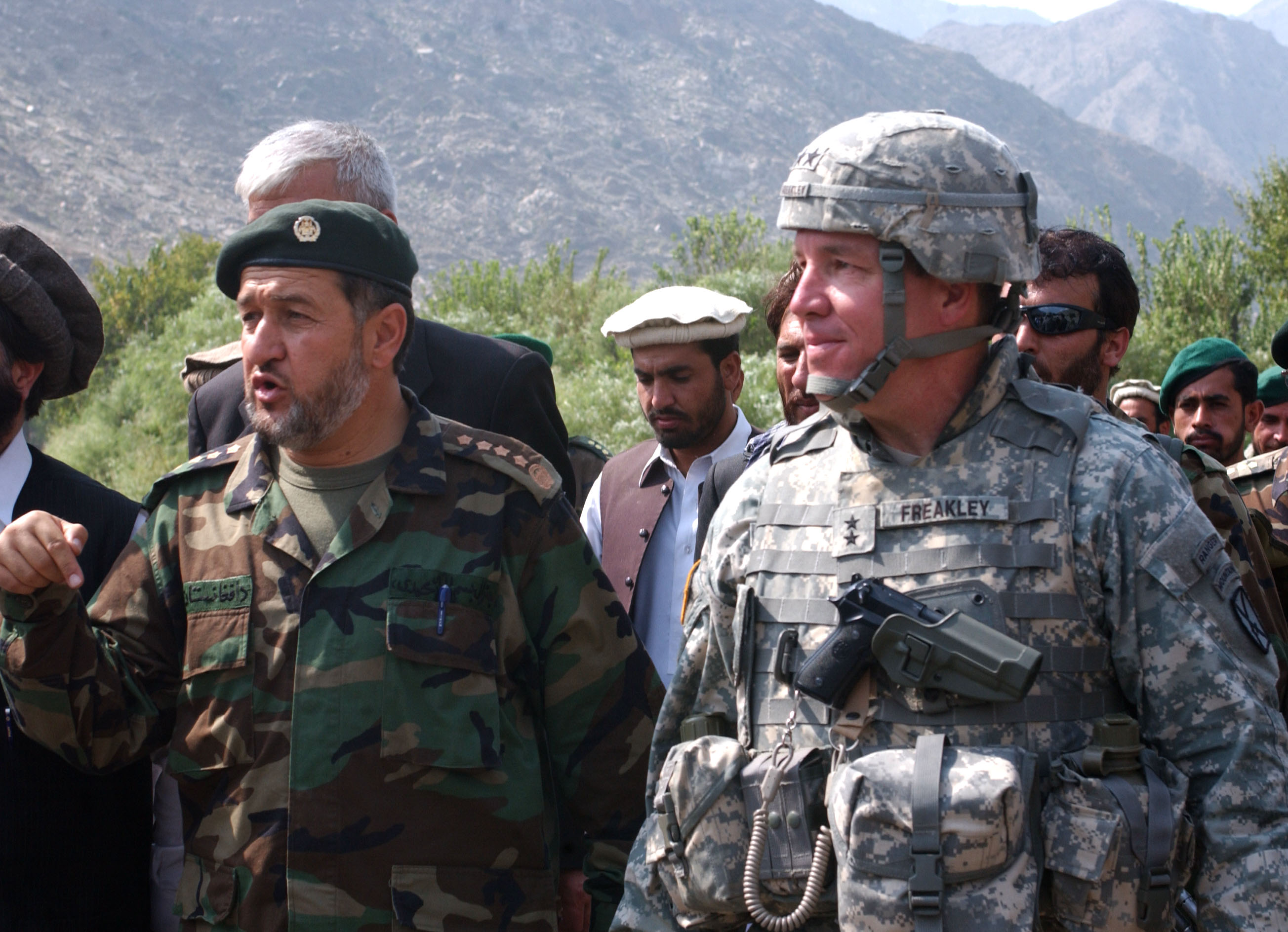
بسم‌الله خان محمدی به‌عنوان فرمانده کل ارتش افغانستان در ولایت کنر

بسم‌الله محمدی، در سال ۱۳۴۰ خورشیدی (۱۹۶۱ میلادی)، در درهٔ پنجشیر به‌دنیا آمد. پس از ۱۴ سال آموزش، با دریافت درجهٔ فوق دیپلم از مدرسهٔ عالی امام ابوحنیفهٔ کابل فارغ شد. سپس، تحصیلات نظامی را در سال ۱۳۷۴ در دانشکدهٔ حربی کابل، به پایان رسانید. او که نزد مردم پنجشیر به‌نام آمرصاحب بسم‌الله خان مشهور است، از یاران دوران جهاد احمدشاه مسعود (قهرمان ملی افغانستان) بود. به‌روایت آگاهان، مسعود او را بسیار دوست می‌داشت و به او توجه و عنایت ویژه داشت که به گفتهٔ محمدسلیم صائب، گه‌گاهی غبطهٔ دوستان و حسادت خودبینان را سبب می‌شد. در زمان حکومت مجاهدین، در سال ۱۳۷۴ به‌عنوان فرمانده لشکر چهل پیاده، در سال ۱۳۷۹ به‌عنوان فرمانده عمومی گارد ملی گماشته شد.
پس از فروپاشی امارت اسلامی طالبان، محمدی در سال ۱۳۸۱، به‌سمت رئیس ستاد مشترک ارتش (لوی درستیز) منسوب شد و حدود ۹ سال، در بخش‌های مختلف این وزارت، مشغول به‌کار بود. محمدی، در اوایل ۱۳۸۹، توانست از مجلس نمایندگان (ولسی‌جرگه) افغانستان، به‌عنوان وزیر امور داخله، رای اعتماد بگیرد. اما در اواسط ماه اسد (مرداد) ۱۳۹۱، وی و سترجنرال عبدالرحیم وردک، وزیر دفاع ملی، از طرف مجلس افغانستان سلب صلاحیت شد.
با این حال، پس از سه هفته، بسم‌الله محمدی از سوی رئیس‌جمهور حامد کرزی به‌عنوان نامزد وزیر وزارت دفاع معرفی شد و از طرف مجلس افغانستان با به‌دست آوردن ۱۲۴ رای به صفت وزیر دفاع ملی افغانستان تعیین شد.

## افتخارات
مدال‌های زیر برای قدردانی از تلاش‌ها و شجاعت‌های ستر جنرال بسم‌الله خان محمدی، از سوی اردوی ملی افغانستان به وی تقدیم گردیده است:
- مدال سید جمال‌الدین افغانی
- مدال غازی امان‌الله خان
- مدال احمدشاه بابا